# Bramsito
Pour les articles homonymes, voir Massamba.
Bramsito, de son vrai nom Bryan Massamba, né le 17 mars 1996, est un chanteur de RnB et de pop urbaine, rappeur, producteur et parolier français. Sa musique est inspirée de la musique congolaise.

## Biographie

### Jeunesse
D'origine congolaise, Bramsito passe les quatorze premières années de sa vie au quartier de La Fontaine à Brétigny-sur-Orge.

### Débuts
Il apprend à jouer du piano à 7 ans et commence à composer à l'âge de 14 ans. Adolescent, il forme un groupe de musique amateur nommé « Les Losa » avec ses amis LFK et Jason Turfu, mais c'est à l'âge de 20 ans, en 2016, qu'il commence à poster ses titres sur Internet. C'est via Facebook que le chanteur et rappeur Fababy découvre Bramsito, ce dernier décide de le prendre sous son aile en le signant sur son label Podium Entertainment.
Bramsito quitte Podium Entertainment à la suite d'un désaccord avec Fababy en septembre 2017 et décide de fonder son propre label LosaNalosa Music. En mars 2018, il est approché par Booba, qui le signe sur son nouveau label 7 Corp.

### Carrière
En novembre 2018, Bramsito sort le titre Sale mood en collaboration avec Booba. Le titre rencontre un grand succès, atteignant la première place des charts français la semaine du 18 janvier 2019, et se voyant certifié single de diamant courant 2019.
Le 31 mai 2019, Bramsito sort son premier album studio intitulé Prémices; lequel s'écoule à 2 186 exemplaires lors de sa première semaine d'exploitation, se plaçant ainsi à la 21e place du Top albums français,.
En juillet 2019, Bramsito figure sur le titre Thaïlande en collaboration avec Dosseh.
Le 17 juillet 2020, Bramsito sort son deuxième album studio Losa où figure Niska sur le titre Criminel.
Quelques mois plus tard singe label chez H24 Music, il sort son troisième album studio Substance où l'on retrouve SDM, Maes, son cousin Uzi ou encore Fally Ipupa en featuring.
En avril 2022, Bramsito quitte 92i en très bon termes et rejoint Sony Music dans le label Columbia ou il a sorti le 31 mars 2023 son dernier album Enchanté.

## Discographie

### Singles
- 2016 : Charbonner
- 2016 : Jalouser
- 2017 : Injustice
- 2017 : C'est correct
- 2017 : Laise parler (feat. Melina)
- 2017 : Amigo (feat. Rio Santana)
- 2018 : Ciao
- 2018 : Faut pas négliger
- 2018 : Sale mood (feat. Booba)
- 2019 : Rappelle
- 2019 : Millions de mélos (feat. Soprano)
- 2019 : Losa
- 2019 : Habiba
- 2020 : Medusa
- 2020 : Criminel (feat. Niska)
- 2021 : Sosa
- 2021 : Ciudad
- 2021 : MPLT (feat. Maes)
- 2022 : God bless U
- 2022 : Vie d'artiste
- 2023 : Tous les mêmes
- 2023 : Gucci bae
- 2023 : CV (feat. RK)
- 2025 : My Woman

### Apparitions
- 2016 : Bramsito - Charbonner (sur la compile African moove hits 2017)
- 2019 : Dosseh feat. Bramsito - Thaïlande (sur la mixtape Summer Crack 4 de Dosseh)
- 2020 : Bramsito x Stan Bridge - Dame de pique (sur la compile Art de rue)
- 2020 : Denzo feat. Bramsito - Cramé (sur l'album La pépite de Denzo)
- 2021 : Gato Da Bato feat. Booba & Bramsito - Piccolo
- 2021 : Booba feat. Bramsito - Dernière fois (sur l'album Ultra de Booba)
- 2021 : SDM feat. Bramsito - Game Over (sur l'album Ocho de SDM)
- 2021 : Hiro feat. Bramsito - Merci (sur l'album Afro romance d'Hiro)
- 2021 : Locko feat. Bramsito - Voyage (sur l'album ERA de Locko)
- 2021 : DJ Kayz feat. Bramsito - La noché (sur le double-album En équipe de DJ Kayz)
- 2021 : Bramsito x Moha (MMZ) - Andale (sur la compile 91 All Stars)
- 2021 : Negrito feat. Bramsito - Ça donne ça (sur l'album Le bien ou le mal de Negrito)
- 2022 : Lyna Mahyem feat. Bramsito - Un peu de toi (sur l'album Authentic de Lyna Mahyem)
- 2022 : Nesly feat. Bramsito - Tou lé jou
- 2022 : L2B Gang (Dave, IDS & KLN) feat. Bramsito - Fais-le
- 2022 : Bramsito x Frenna - OK (sur la compile Kawhi Leonard presents: Culture Jam, volume 2)
- 2022 : Moha K feat. Bramsito - Boussa
- 2022 : Yemi Alade feat. Bramisto - Djedje (sur l'album African baddie de Yemi Alade)
- 2023 : Kossdar feat. Bramsito - Bon qu'à ça
- 2023 : Kany feat. Bramsito - Sonner (sur l'album Kaniguii de Kany)
- 2023 : SenSey' feat. Bramsito - OG (sur l'album Hokage de SenSey')

### Productions
- 2016 : Bramsito - Charbonner (sur la compile African moove hits 2017)
- 2016 : Bramsito - Jalouser
- 2017 : Bramsito - Injustice
- 2017 : Bramsito - C'est correct
- 2017 : Bramsito feat. Mélina - Laisser parler
- 2017 : Bramsito feat. Rio Santana - Amigo
- 2018 : Bramsito - Ciao
- 2018 : Bramsito - Faut pas négliger
- 2019 : Bramsito - Problèmes (sur son album Prémices)
- 2019 : Bramsito - Tout doucement (sur son album Prémices)
- 2019 : Bramsito - Main liées (sur son album Prémices)
- 2019 : Bramsito - Ma chérie (sur son album Prémices)
- 2019 : Bramsito - Avoue-le moi (sur son album Prémices)
- 2019 : Bramsito - Best friend (sur son album Prémices)
- 2019 : Bramsito - Losa
- 2019 : M. Pokora - Danse avec moi (avec Haze et M. Pokora sur la réédition de l'album Pyramide de M. Pokora)
- 2019 : Siboy - Ohlolo (avec DJ Wiils sur l'album TWAPPLIFE de Siboy)
- 2020 : Bramsito feat. Niska - Criminel (avec Layte Beats, Trent 700 et Yven Beats sur son album Losa)
- 2020 : Bramsito feat. Naps - Mi Corazon (avec Drama State sur son album Losa)
- 2020 : Bramsito feat. Naza - Tokarev (avec Trent 700 sur son album Losa)
- 2020 : Denzo feat. Bramsito - Cramé (avec Marcelino et Wensly Beats sur l'album La pépite de Denzo)
- 2021 : Fally Ipupa - Fais ta vie (sur l'album Tokooos II de Fally Ipupa)
- 2021 : SDM feat. Booba - Daddy (avec Trent 700 sur l'album Ocho de SDM)
- 2021 : Zaho - Doucement (avec Greg K et Zaho)
- 2021 : Eva - Bali (avec DJ Erise, Julius Bang et Léo Brousset sur l'album Happiness d'Eva)
- 2022 : Ronisia feat. Eva - Longue vie (avec John Scorp, Julio Masidi, Max et Trackstorm sur l'album éponyme de Ronisia)
- 2022 : Nesly feat. Bramsito - Tou lé jou (avec Dylan Courjol, Imrane Mdaouhoma et Inès Jeouabi)
- 2022 : Isleym feat. S.Pri Noir - Héroïne (avec Dany Synthé sur l'EP Piquée d'Isleym)
- 2022 : Bramsito x Frenna - OK (avec Eesean Bolden, Vano et Zola sur la compile Kawhi Leonard presents: Culture Jam, volume 2)
- 2022 : Bramsito - Parti de rien
- 2022 : Bramsito - Mendoza
- 2023 : Zaho feat. Chilla - Doucement (Remix) (avec Greg K et Zaho)
- 2023 : Bramsito - Big man (avec Teetoff)
- 2023 : Moha K - Chouffo w goulo (avec Sultan Nash sur l'album Salam de Moha K)